# 赤褐袋鼠属

赤褐袋鼠屬（Aepyprymnus, 赤褐袋鼠），哺乳綱的一屬，屬於鼠袋鼠科，而與赤褐袋鼠屬（赤褐袋鼠）同科的動物尚有草原袋鼠屬（草原袋鼠）、荒漠袋鼠屬（荒漠袋鼠）等之數種哺乳動物。
1. ↑  . The IUCN Red List of Threatened Species 2008.   [2013-10-13].